# Ministère des Affaires étrangères (Turquie)
Pour les articles homonymes, voir Ministère des Affaires étrangères.

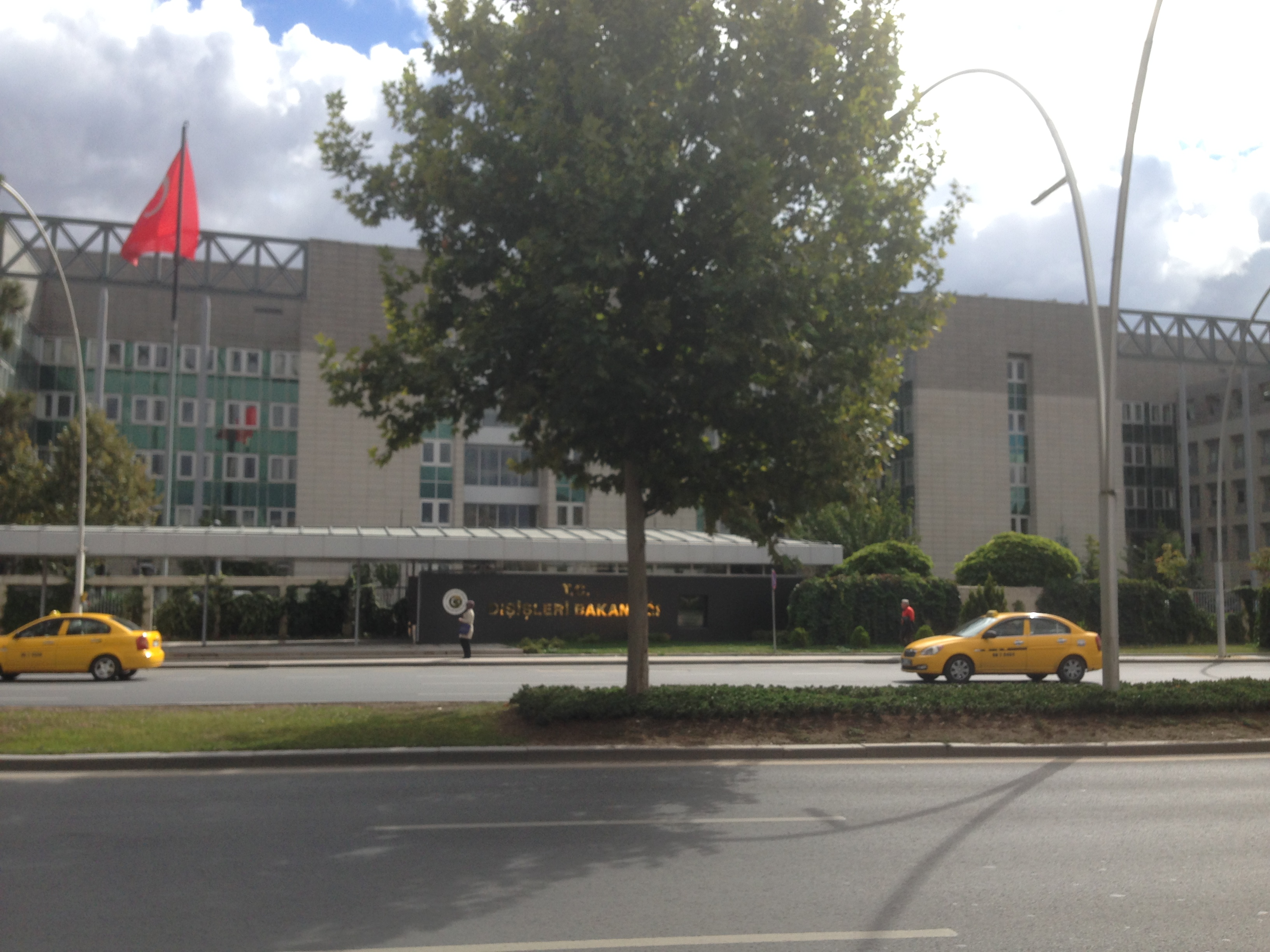
Siège du ministère des Affaires étrangères de Turquie à Ankara

Le ministère des Affaires étrangères (turc : Dışişleri Bakanlığı ou DB) de la république de Turquie est responsable de la préparation et la mise en œuvre de la politique étrangère turque.

## Histoire
Le ministère est fondé en 1927.